# Sjaak Troost
Jacob ("Sjaak") Troost (ur. 28 sierpnia 1959 w Pernis) – piłkarz holenderski grający na pozycji prawego obrońcy.

## Kariera klubowa
Troost rozpoczynał piłkarską karierę w małym amatorskim klubie VV Doto Pernis. Następnie trafił do Feyenoordu, w którym, jak się potem okazało, grał do końca swojej kariery. W Eredivisie Troost zadebiutował 12 listopada 1978 w wygranym 2:0 meczu z FC Volendam. W początkowych latach kariery Troost był rezerwowym w drużynie z Rotterdamu, ale swój pierwszy sukces osiągnął już w drugim sezonie gry, a było nim wywalczenie Pucharu Holandii (rok 1980). Od sezonu 1981/1982 Troost miał już pewne miejsce na prawej obronie Feyenoordu, a w 1984 roku wygrał ze swoim zespołem dublet: Puchar Holandii oraz pierwsze i jedyne w karierze mistrzostwo Holandii. W sezonie 1984/1985 wystąpił z Feyenoordem w Pucharze Europy, jednak holenderski klub zakończył w nim udział po pierwszej rundzie. W sezonie 1990/1991 kiedy Feyenoord zdobywał swój kolejny puchar krajowy, Troost był już zawodnikiem rezerwowym i grał coraz mniej w kadrze tego klubu. W 1992 roku wystąpił jeszcze w finale pucharu, wygranym 3:0 z Rodą Kerkrade i po nim zakończył karierę w wieku prawie 33 lat. Przez całą karierę Sjaak wystąpił w Feyenoordzie w 329 ligowych meczach, w których zdobył 5 goli. Obecnie jest dyrektorem ds. finansów w Feyenoordzie.
| Sezon   | Klub                | Kraj     | Rozgrywki  | Mecze | Bramki |
| ------- | ------------------- | -------- | ---------- | ----- | ------ |
| 1978/79 | Feyenoord Rotterdam | Holandia | Eredivisie | 13    | 0      |
| 1979/80 | Feyenoord Rotterdam | Holandia | Eredivisie | 17    | 0      |
| 1980/81 | Feyenoord Rotterdam | Holandia | Eredivisie | 22    | 1      |
| 1981/82 | Feyenoord Rotterdam | Holandia | Eredivisie | 30    | 1      |
| 1982/83 | Feyenoord Rotterdam | Holandia | Eredivisie | 32    | 0      |
| 1983/84 | Feyenoord Rotterdam | Holandia | Eredivisie | 29    | 1      |
| 1984/85 | Feyenoord Rotterdam | Holandia | Eredivisie | 34    | 0      |
| 1985/86 | Feyenoord Rotterdam | Holandia | Eredivisie | 28    | 0      |
| 1986/87 | Feyenoord Rotterdam | Holandia | Eredivisie | 30    | 1      |
| 1987/88 | Feyenoord Rotterdam | Holandia | Eredivisie | 31    | 0      |
| 1988/89 | Feyenoord Rotterdam | Holandia | Eredivisie | 27    | 0      |
| 1989/90 | Feyenoord Rotterdam | Holandia | Eredivisie | 21    | 1      |
| 1990/91 | Feyenoord Rotterdam | Holandia | Eredivisie | 3     | 0      |
| 1991/92 | Feyenoord Rotterdam | Holandia | Eredivisie | 12    | 0      |

## Kariera reprezentacyjna
W reprezentacji Holandii Troost zadebiutował 9 września 1987 roku w zremisowanym 0:0 meczu z Belgią. W 1988 roku był członkiem kadry na Euro 1988. Nie wystąpił tam jednak ani jednego meczu w drużynie Rinusa Michelsa, która przywiozła z RFN złoty medal. W kadrze "Oranje" Troost wystąpił łącznie w 4 meczach i nie zdobył w nich gola.

## Sukcesy
- Mistrzostwo Holandii: 1984 z Feyenoordem
- Puchar Holandii: 1980, 1984, 1991, 1992 z Feyenoordem
- Superpuchar Holandii: 1991 z Feyenoordem
- Mistrzostwo Europy: 1988